# Узмани
Узмани (словен. Uzmani) — поселення в общині Велике Лаще, Осреднєсловенський регіон, Словенія. 
Висота над рівнем моря: 633,5 м.